# 宇嶺の滝
宇嶺の滝（うとうげのたき）は、静岡県藤枝市瀬戸ノ谷にある滝。

## 概要
瀬戸川の源流の1つを水源とする落差70mの直瀑。断崖から一気に水を落とす水量の豊富な滝で、「お君の滝」の別名があり、東海有数の名瀑として知られる。
東海自然歩道がすぐ脇を通っており、自然歩道の中でも有数の見所とされている。
滝までは散策路、ベンチ、四阿が整備されている。

## アクセス
自家用車
藤枝バイパス谷稲葉インターチェンジから静岡県道32号藤枝黒俣線を北上し約35分。蔵田観光駐車場より滝まで徒歩約20分。
バス
藤枝駅より藤枝市自主運行バス藤枝駅ゆらく線から大久保上滝沢線乗り換え、「蔵田」下車、徒歩約20分。